# Chris Peters

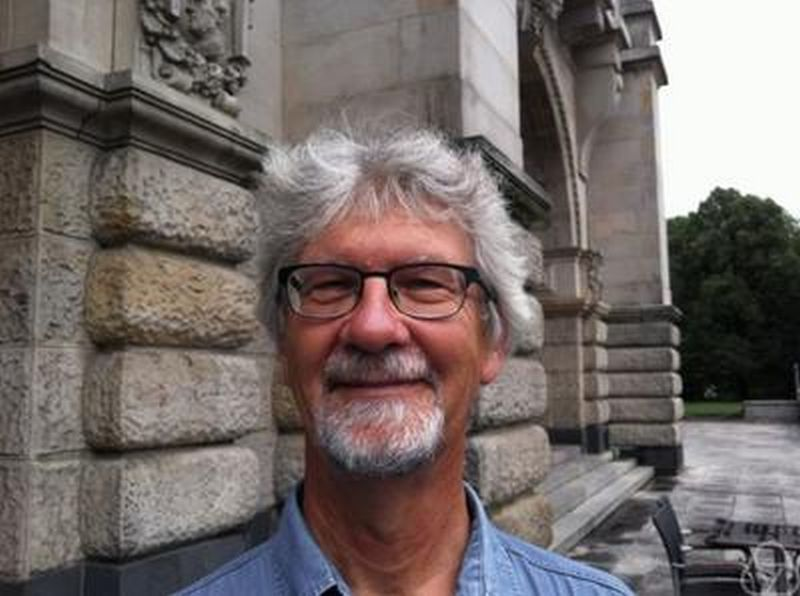
Chris Peters, Hannover 2012

Christiaan Anthonius Maria „Chris“ Peters (* 8. März 1949 in Hillegom) ist ein niederländischer Mathematiker, der sich mit Algebraischer Geometrie befasst.
Peters wurde 1974 an der Universität Leiden bei Antonius van de Ven promoviert (The local Torelli theorem of some cyclic branched coverings). In Leiden war er seit 1969 Assistent. Als Post-Doktorand war er an der Harvard University. 1975 wurde er Assistenzprofessor und 1979 Professor an der Universität Leiden. Seit 1994 ist er Professor an der Universität Grenoble I.
Er war 1978 am Institute for Advanced Study und Gastprofessor an der Universität Nancy (1973), in Salt Lake City (1983), an der University of California, Los Angeles (1992) und am Tata Institute of Fundamental Research (1992).

## Schriften
- mit Wolf Barth, Antonius Van de Ven: Compact complex surfaces (= Ergebnisse der Mathematik und ihrer Grenzgebiete. Folge 3, Band 4). Springer, Berlin u. a. 1984, ISBN 3-540-12172-2.
- mit José Bertin, Jean-Pierre Demailly, Luc Illusie: Introduction à la théorie de Hodge (= Panoramas et synthèses. 3). Société mathématique de France, Marseille 1996, ISBN 2-85629-049-3 (englisch: Introduction to Hodge Theory (= SMF/AMS Texts and Monographs. 8). American Mathematical Society, Providence RI 2002, ISBN 0-8218-2040-0).
- als Herausgeber mit Klaus Hulek, Miles Reid, Fabrizio Catanese: New Trends in Algebraic Geometry (= London Mathematical Society. Lecture Notes Series. 264). Cambridge University Press, Cambridge u. a. 1999, ISBN 0-521-64659-6.
- mit James Carleson, Stefan Müller-Stach: Period mappings and period domains (= Cambridge Studies in Advanced Mathematics. 85). Cambridge University Press, Cambridge u. a. 2003, ISBN 0-521-81466-9.
- als Herausgeber mit Stefan Müller-Stach: Transcendental Aspects of Algebraic Cycles. Proceedings of the Grenoble Summer School, 2001 (= London Mathematical Society. Lecture Notes Series. 313). Cambridge University Press, Cambridge u. a. 2004, ISBN 0-521-54547-1 (darin, Seite 44–72, von Peters mit Siegmund Kosarew: Introduction to Lawson Homology.).
- als Herausgeber mit Jan Nagel: Algebraic Cycles and Motives (= London Mathematical Society. Lecture Notes Series. 343–344). 2 Bände. Cambridge University Press, Cambridge 2007, ISBN 978-0-521-70174-7 (Bd. 1), ISBN 978-0-521-70175-4 (Bd. 2).
- mit Joseph Steenbrink: Mixed Hodge Structures (= Ergebnisse der Mathematik und ihrer Grenzgebiete. Folge 3, Band 52). Springer, Berlin u. a. 2008, ISBN 978-3-540-77015-2.
- Motivic aspects of Hodge theory (= Tata Institute of Fundamental Research Lectures on Mathematics. 92). Narosa, New Delhi u. a. 2010, ISBN 978-81-8487-012-1.
- mit Jan Nagel, Jacob P. Murre: Lectures on the theory of pure motives (= University Lecture Series. 61). American Mathematical Society, Providence RI 2013, ISBN 978-0-8218-9434-7.